# Alina Astafei
Alina Astafei (pred letom 1995 je nastopala pod imenom Galina Astafei), nemška atletinja romunskega rodu, * 7. junij 1969, Bukarešta.
Astafeijeva je do leta 1995, ko je pridobila nemško državljanstvo, nastopala za Romunijo, za katero je leta 1992 na Poletnih olimpijskih igrah 1992 v Barceloni v skoku v višino osvojila srebrno medaljo. Leta 1995 je že kot tekmovalka Nemčije osvojila naslov svetovne dvoranske prvakinje ter naslov svetovne podprvakinje. 

## Dosežki
Za Romunijo:
- 1986, Svetovno mladinsko prvenstvo: 2. mesto (1.90m)
- 1987, Evropsko mladinsko prvenstvo: 1. mesto (1.88m)
- 1988, Olimpijske igre: 5. mesto (1.93m); Svetovno mladinsko prvenstvo: 1. mesto (2.00m)
- 1989, Finale svetovnega pokala: 3. mesto (1.94m); Finale evropskega pokala: 1. mesto (2.00m)
- 1992, Olimpijske igre: 2. mesto (2.00m); Finale svetovnega pokala: 2. mesto (1.91m)
- 1993, Svetovno prvenstvo: 4. mesto (1.94m); Finale evropskega pokala: 1. mesto (2.00m)

Za Nemčijo:
- 1995, Svetovno prvenstvo: 2. mesto (1.99m); Finale evropskega pokala: 1. mesto (2.00m)
- 1996, Olimpijske igre : 5. mesto (1.96m); Finale evropskega pokala: 1. mesto (1.98m)
- 1997, Svetovno prvenstvo: 3. mesto (1.95m)
- 1998, Evropsko prvenstvo: 3. mesto (1.95m); Finale svetovnega pokala: 6. mesto (1.90m); Finale evropskega pokala: 2. mesto (1.95m)
- 2001, Finale evropskega pokala: 1. mesto (1.89m)